# Подкоњице
Подкоњице (слч. Podkonice) насељено је мјесто са административним статусом сеоске општине (слч. obec) у округу Банска Бистрица, у Банскобистричком крају, Словачка Република.

## Становништво
| Година:    | 1994. | 2004.   | 2014.   | 2024.   |
| ---------- | ----- | ------- | ------- | ------- |
| Број људи: | 875   | 873     | 883     | 903     |
| Разлика:   |       | -0,22 % | +1,14 % | +2,26 % |

| Година:    | 2023. | 2024.   |
| ---------- | ----- | ------- |
| Број људи: | 913   | 903     |
| Разлика:   |       | -1,09 % |

Према подацима о броју становника из 2011. године насеље је имало 867 становника.